# Suvi Isotalo
Suvi Isotalo (Helsinki, 17 giugno 1983) è una cantante finlandese.

## Biografia
Proveniente dal quartiere della capitale finlandese di Suutarila, Suvi Isotalo ha iniziato a seguire lezioni di musica, canto e ballo quando frequentava le scuole elementari. Si è diplomata al liceo di Kallio.
Nel 2009 ha firmato un contratto con l'etichetta Sound of Finland, su cui l'anno successivo ha pubblicato il suo album di debutto, Jollet rakasta, seguito da P.S. Maj'lle nel 2011. Il suo terzo album del 2014, Näin minusta tuli ihminen, ha segnato il suo primo ingresso nella top 50 finlandese al 41º posto.
Nel 2019 ha avviato una collaborazione con la popolare cantante finlandese Mari Rantasila, con cui ha organizzato la serie di concerti Miten helvetissä päädyin tähän?. Ha scritto tutte le canzoni dell'album uscito di lì a poco di Mari, 2020.

## Discografia

### Album
- 2010 - Jollet rakasta
- 2011 - P.S. Maj'lle
- 2014 - Näin minusta tuli ihminen

### Singoli
- 2009 - Oi mun tuuleni
- 2010 - Jollet rakasta
- 2011 - Minä en lähde koskaan pois
- 2011 - Kaikki sanat
- 2012 - Irti
- 2013 - Uusi
- 2014 - Kuunpimennys
- 2014 - Tunnit